# Hiekkasaari (ö i Södra Savolax, S:t Michel, lat 61,48, long 28,24)
Hiekkasaari är en ö i Finland. Den ligger i sjön Saimen och i kommunen Puumala i den ekonomiska regionen  S:t Michel och landskapet Södra Savolax, i den södra delen av landet, 230 km nordost om huvudstaden Helsingfors. Öns area är 1,4 hektar och dess största längd är 190 meter i nord-sydlig riktning.